# Here We Are (chanson)
Pour les articles homonymes, voir Here We Are.
Singles de Gloria Estefan
Get on Your Feet
(1989) Oye Mi Canto (Hear My Voice)
(1990)
Here We Are est une chanson de l'artiste américano-cubaine Gloria Estefan issue de son premier album studio Cuts Both Ways. Elle sort en single le 16 décembre 1989 sous le label Epic Records.

## Performance dans les hits-parades
| Classement (1990)                          | Meilleure position |
| ------------------------------------------ | ------------------ |
| Allemagne (Media Control AG)               | 64                 |
| Australie (ARIA)                           | 20                 |
| Canada (RPM Top 100 Singles)               | 7                  |
| Irlande (Irish Recorded Music Association) | 7                  |
| Pays-Bas (Nederlandse Top 40)              | 14                 |
| Royaume-Uni (UK Singles Chart)             | 23                 |
| États-Unis (Hot 100)                       | 6                  |
| États-Unis (Adult Contemporary)            | 1                  |